# Référendum ouzbek de 1995
Le référendum ouzbek de 1995 a lieu le 26 mars 1995 afin de proposer à la population de l'Ouzbékistan d'étendre le mandat du président de la république Islam Karimov. La fin de son mandat, prévue quelques mois après le référendum, est ainsi repoussée jusqu'en 2000.
La proposition est approuvée à 99,64 %, avec une participation de 99,34 %. 

## Résultat
| Choix                  | Votes      | %     |
| ---------------------- | ---------- | ----- |
| Pour                   | 11 199 415 | 99,64 |
| Contre                 | 40 617     | 0,36  |
|                        |            |       |
| Votes valides          | 11 240 032 | 99,64 |
| Votes blancs et nuls   | 4 996      | 0,04  |
| Total                  | 11 245 028 | 100   |
| Abstention             | 74 419     | 0,66  |
| Inscrits/Participation | 11 319 447 | 99,34 |